# رابرت مینارد
رابرت مینارد (انگلیسی: Robert Maynard) یک ستوان نیروی دریایی سلطنتی بریتانیای کبیر بود که بعدها به مقام کاپیتانی ترفیع و ارتقاء درجه گرفت، مینارد به عنوان ستوان اول در کشتی اچ ام اس مروارید، معروف‌ترین نقش خود را در شکست دادن دزد دریایی مشهور و بدنام انگلیسی به نام ادوارد تیچ معروف به ریش سیاه بر عهده گرفت، مینارد به عنوان ستوان از تاریخ ۱۴ ژانویه ۱۷۰۷ تا ۱۷۰۹ خدمت کرد و سپس با درجهٔ ستوان سوم به کشتی اچ ام اس بدفورد منتقل شد، در سال ۱۷۱۶ با درجهٔ ستوان اول در اچ ام اس مروارید مشغول انجام وظیفه شد، به دلیل خدمات شایسته اش در ۱۷۳۹ به فرماندهی رسید و سرانجام در تاریخ ۱۷۴۰ کاپیتان (ناخدا) شد، اطلاعات زیادی از زندگی مینارد در دست نیست به جز زمانی که با ادوارد تیچ دزد مشهور مصاف داد، بعد از کشتن ریش سیاه، سر او بریدند و به دکل جلوی کشتی مینارد، جهت هشداری به سایر دزدان دریایی آویختند، مینارد در تاریخ ۱۷۵۱ درگذشت.

## فرماندهی دریایی و جنگ‌ها

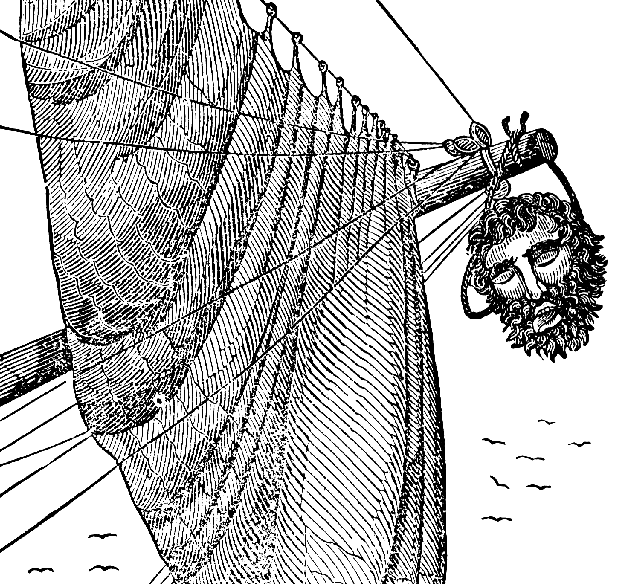
سر بریدهٔ ریش سیاه بر دکل کشتی مینارد

فرماندار، آلکساندر اسپوتزوود، از مستعمره‌نشین ویرجینیا، فرماندهی ۲ کشتی از نوع اسلوپ به نام‌های رنجر و جین را به مینارد سپرد. آنها در ۱۹ نوامبر ۱۷۱۸ بندر همپتون، ویرجینیا را ترک کردند. مینارد در ساحل کارولینای شمالی و در تاریخ ۲۲ نوامبر ۱۷۱۸ به ریش سیاه برخورد کرد. بیشتر ملوانان ریش سیاه در ساحل بودند و به همین دلیل، هر ۱ نفر از ملوانان ریش سیاه در کشتی با ۳ نفر از ملوانان مینارد مصاف می‌داد. کشتی مینارد به هیچ نوع توپی مسلح نبود و تنها دارای اسلحهٔ سبک بود در حالی که ریش سیاه دارای ۸ عراده توپ بود. مینارد، اغلب مردان خود را در عرشهٔ پایین کشتی پنهان نموده بود. ریش سیاه کشتی خود را به سمت آب‌های کم عمق هدایت کرد. کشتی مینارد که سنگین‌تر بود در تپه‌ای شنی فرورفت و گیر افتاد. ریش سیاه با یک مانور، کشتی خود را به جانب کشتی گرفتار مینارد رساند تا بتواند با توپخانه بر آن آتش بگشاید. در همین زمان که مینارد در عرشهٔ کشتی جین حضور داشت، از مانور ریش سیاه مطلع شد و به همگی دستور داد تا کلیهٔ وسایل غیر ضرور را به دریا بریزند تا کشتی سبک شود. این مانور مؤثر بود و کشتی در نهایت رها گردید. ریش سیاه ۲ مرتبه بر کشتی مینارد آتش گشود و تعدادی از مردان مینارد کشته شدند. پس از آخرین حمله، در حالی که به نظر می‌رسید ملوانان زیادی از مینارد باقی نمانده، ریش سیاه و ملوانانش به کشتی مینارد وارد شدند غافل از اینکه مردان مینارد در عرشهٔ زیرین منتظر تنها یک اشاره برای هجوم غافلگیرانه هستند.
پایان مبارزهٔ مینارد و ریش سیاه، نبردی تن به تن بود. در حالی که هر دو تپانچه‌های خود را به سوی یکدیگر نشانه گرفته بودند، مینارد، درجا شلیک کرد در حالی که گلولهٔ ریش سیاه به خطا رفت. شلیک مینارد، شلیکی مؤثر نبود و مبارزه با شمشیر ادامه یافت. در انتها یک ملوان دیگر از پشت، ضربه‌ای مهلک بر ریش سیاه وارد آورد و سپس مینارد توانست ریش سیاه را به قتل برساند. مینارد پس از نبرد، جسد ریش سیاه را بررسی کرد و متوجه شد که جای ۵ زخم گلوله و در حدود ۲۰ بریدگی در آن وجود دارد. همچنین چند نامه نیز از جسد کشف گردید از جمله نامه‌ای از جانب توبیاس نایت، دبیرکل سلطنتی کارولینای شمالی ریش سیاه سر بریده شد و سرش بر روی دکل جلویی تا پایان سفر کشتی نصب گردید.

## میراث
موفقیت مینارد در نبرد با ریش سیاه در عصر طلایی دزدان دریایی، امروزه هم توسط بازماندگان مینارد و خدمهٔ کشتی اچ ام اس رنجر جشن گرفته می‌شود، این جشن در دانشگاه ساسکس نیروی دریایی سلطنتی هر سال در شب ۲۲ نوامبر با نام مس شام سیاه برگزار می‌گردد، همچنین در شهر همپتون ویرجینیا، سالانه، جشنی مشابه، در جهت بازآفرینی این رویداد و پیروزی تاریخی که به پایان دادن یکه‌تازی دزدان دریایی انجامید برگزار می‌گردد که از آن با نام فستیوال ریش سیاه یاد می‌شود. 